# L'Insurgée (Les Simpson)
L'Insurgée (France) ou Les gants de vaisselle dorés (Québec) (The Great Wife Hope) est le 3e épisode de la saison 21 de la série télévisée d'animation Les Simpson.

## Synopsis
Lors d’une partie de bowling pour le moins originale entre Marge et ses amies, les cinq femmes se rendent compte qu’il n’y a aucun homme dans la salle. En effet, c’est l’évènement du tournoi final d’« UPKCC » au stade de Springfield et tous les grands lieux de la ville ont été désertés. À cette occasion, Homer a emmené Bart pour assister à la violente soirée à ses côtés. Après un match mémorable, son père le met en garde de ne jamais pratiquer ce genre de sport à la maison, mais plutôt dans la cour de l’école. Bien évidemment, il ne s’écoule pas un jour avant que Bart ne suive naïvement les mauvais conseils de son père. Mais lorsque Marge le surprend en train d’exercer ces arts martiaux sur Nelson, elle décide d’engager un combat contre l’homme qui dirige toute cette violence. Cependant, elle ne s’attend pas à ce que ce soit un combat au sens propre.

## Audience américaine
L'audience aux États-Unis a atteint lors de sa première diffusion 7,55 millions de téléspectateurs.